# سام فیشر
ساموئل فیشر (زاده ۵ ژوئیه ۱۹۹۱) یک خواننده آهنگساز و نوازنده پاپ راک استرالیایی است. فیشر قبل از امضای قرارداد با آرسی‌ای رکوردز در سال ۲۰۱۹، آهنگهای خود را به‌طور مستقل منتشر می‌کرد.
فیشر در سال ۱۹۹۱ در خارج از سیدنی متولد شد و در مزرعه ای در شهر گروس ویل، درست خارج از سیدنی، استرالیا بزرگ شد. زندگی موسیقایی او در سه سالگی شروع شد، زمانی که او پس از الهام گرفتن از دیدن اجرای کوئینی شروع به نواختن ویولن کرد. او در هفت سالگی به همراه خانواده اش به سیدنی نقل مکان کرد و در سن ۱۰ سالگی ساکسیفون را شروع کرد و بعداً در گروه جاز دبیرستان خود نواخت.